# Levi Carneiro
Levi Fernandes Carneiro (Niterói, 8 de agosto de 1882 — Río de Janeiro, 5 de septiembre de 1971) fue un abogado, jurista y escritor brasileño.

## Biografía
Se formó en derecho por la Facultad Libre de Derecho de Río de Janeiro, actual Facultad Nacional de Derecho de la Universidad Federal de Río de Janeiro.
Levi fue uno de los abogados más prestigiosos de Brasil, siendo uno de los fundadores y el primer presidente de la Orden de los Abogados de Brasil, teniendo aún presidido el Instituto de los Abogados de Brasil.
Representó a Brasil en diversos eventos jurídicos internacionales, habiendo ocupado varios cargos públicos en el área del derecho. Fue Consultor General de la República en el gobierno de Getúlio Vargas, de 21 de noviembre de 1930 a 17 de febrero de 1932. En la política fue Diputado Constituyente en 1934, perdiendo el mandato con el golpe que instituyó el Estado Novo.
En el Derecho internacional se destacó como miembro brasileño en el Corte Internacional de Justicia de La Haya, de la cual fue juez entre 1951 y 1954.
Como escritor, además de la literatura jurídica, fue director de la Revista Brasileña.

## Instituciones
Fue miembro correspondiente de la Academia de las Ciencias de Lisboa, miembro benemérito del Instituto de los Abogados Brasileños, de la Asociación Brasileña de Educación; del Instituto Histórico y Geográfico Brasileño (IHGB); de la Sociedad Brasileña de Derecho Internacional; y miembro de varias academias internacionales y provinciales.

## Academia Brasileña de Letras
Fue elegido académico el 23 de julio de 1936, tomando posesión el 7 de agosto de 1937 de la silla 27, que tiene por patrono a Maciel Monteiro, al que sucedió el académico Alcântara Machado, siendo su cuarto ocupante.

## Obras
| - A nova legislação da infância (1930); - Federalismo e judiciarismo (1930); - Conferências sobre a Constituição (1937); - O livro de um advogado (1943); - Na Academia (1943); - O Direito internacional e a democracia (1945); - Pareceres do consultor geral da República, 3 vols. (1954); | - Discursos e conferências (1954); - Dois arautos da democracia: Rui Barbosa e Joaquim Nabuco (1954); - Uma experiência de parlamentarismo (1965); - Em defesa de Rui Barbosa (1967); - Pareceres do consultor jurídico do Ministério das Relações Exteriores (1967). |